# Croix de Saint-Leau
La croix de Saint-Leau est située à Plumieux en France.

## Localisation
La croix est située sur la commune de Plumieux, se trouve dans le fond du cimetière, dans le département des Côtes-d'Armor en région Bretagne.

## Description
La base de la croix se compose de personnages isolés, sous une forme triangulaire, autour d'un fût octogonal. Le motif est présenté comme un bas-relief à deux rampants, sur une forme trilobée.

## Historique
La croix est classée au titre des monuments historiques par arrêté du 19 juin 1964.